# يو إف سي ليلة القتال: ليموس ضد أندرادي
يو إف سي ليلة القتال: ليموس ضد أندرادي (بالإنجليزية: UFC Fight Night: Lemos vs. Andrade) (المعروف أيضًا باسم يو إف سي ليلة القتال 205 ويو إف سي على إي إس بي إن+ 63 أو يو إف سي فيغاس 52) هو حدث لفنون القتال المختلطة نظمته يو إف سي، وأُقيم في 23 أبريل 2022، على يو إف سي أبيكس في إنتربرايز، نيفادا، وهي جزء من منطقة لاس فيغاس الحضرية، الولايات المتحدة.